# Ochrognesia gratiosaria
Ochrognesia gratiosaria är en fjärilsart som beskrevs av Bremer 1864. Ochrognesia gratiosaria ingår i släktet Ochrognesia och familjen mätare. Inga underarter finns listade i Catalogue of Life.